# Gilbert Frederick Scrine

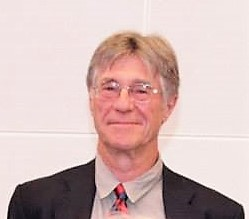
Gil Scrine (2014)

Gilbert Gil Frederick Scrine ist ein australischer Filmproduzent und Filmregisseur. 1973 gründete Scrine die Firma Gil Scrine Films, um politische Dokumentationen herausgeben zu können. Die 2010 in Gil Scrine Films umbenannte Firma brachte seitdem zahlreiche Filme aus diesem Genre heraus. Um dem sinkenden Markt für DVDs bestehen zu können, schuf man die Video-on-Demand-Plattform Beamafilm.

## Engagement für Osttimor
1989 wurde der Film Buried alive: The Story of East Timor veröffentlicht. Scrine hatte den Film in Zusammenarbeit mit dem Osttimor-Aktivisten und späteren Friedensnobelpreisträger José Ramos-Horta produziert. Der Film brachte den Osttimorkonflikt wieder zurück in die Aufmerksamkeit der Weltöffentlichkeit, als das Thema gerade wieder verblasste. Scrine engagierte sich in Sydney auch in der Australia East Timor Association AETA.
Nachdem Osttimor 2002 seien Unabhängigkeit zurückerhalten hatte, reiste Scrine auf Einladung von Ramos-Horta nach Dili, um hier eine Filmschule zu gründen. Das Projekt musste aber aufgrund finanzieller Probleme eingestellt werden.
2014 erhielt Scrine vom Präsidenten des inzwischen unabhängigen Osttimors Taur Matan Ruak die Insígnia des Ordem de Timor-Leste.

## Filmographie (Auswahl)
- The Bad Society, 1977.[4]
- Kemira: Diary of a Strike, 1984.[4]
- Strangers in Paradise, 1989.[4]
- Buried alive: The Story of East Timor, 1989.[4]
- Die Konsens-Fabrik – Noam Chomsky und die Medien, 1992.
- A Thousand Miles From Care, 1992.[5]
- Hope, 2008.[5]